# Irmensäule (Hildesheimer Dom)

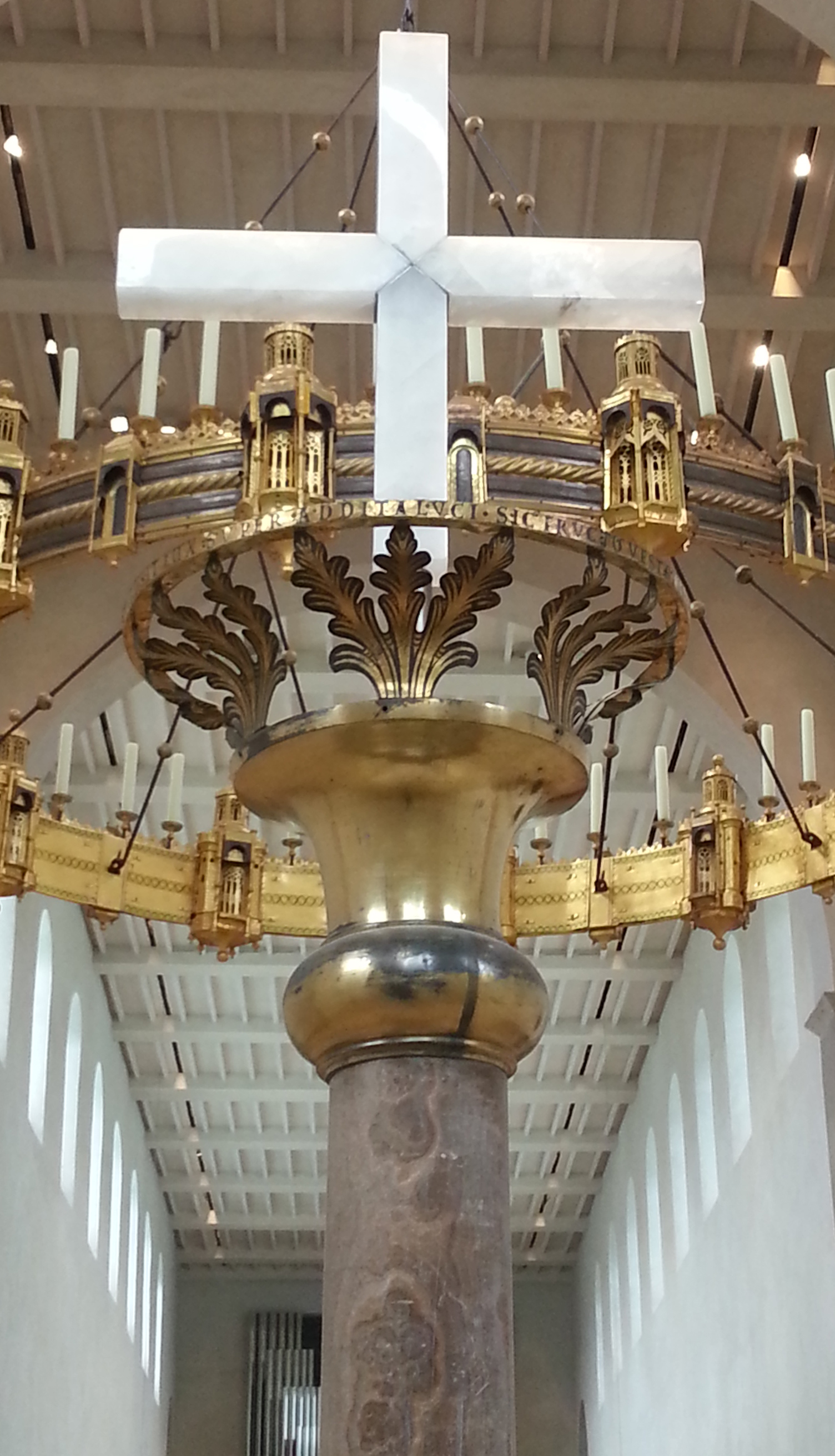
Oberer Teil der Irmensäule in aktueller Version mit Kreuz an ihrem neuen Standort im Chorraum (2014).

Die Irmensäule, auch Mariensäule oder Marienleuchter genannt, ist ein historischer Kunstschatz, der Teil der Ausstattung des Hildesheimer Doms ist. Sie befindet sich heute mittig im Hochchor des Doms vor der Apsis. Ob die Irmensäule mit dem sächsischen Hauptheiligtum Irminsul identisch ist, aus dessen Resten gefertigt wurde oder kein Zusammenhang besteht, ist ungeklärt.

## Beschreibung
Der Schaft der Irmensäule ist 1,85 Meter hoch und besteht aus Kalksinter. Er steckt in einer Basis aus Bronze auf einem Steinsockel. Der untere Durchmesser beträgt 26 Zentimeter. Mittig und oben umfasst den Schaft jeweils eine Ringwulst aus Bronze. Am oberen Ende befindet sich ein Metallkelch (Kupfer) mit einem Postament. Als Abschluss der Säule befand sich hier bis 1651 zunächst ein eiserner Dorn, auf dem Kerzen aufgesteckt worden sein sollen. Mitte des 17. Jahrhunderts wurde eine Lichtkrone mit insgesamt 14 Lichtschalen hinzugefügt. 1651 wurde der Abschluss durch eine hölzerne Marienfigur ersetzt, 1741 durch eine silberne Marienfigur, 2014 durch ein Kristallkreuz.

Zeichnung der Irmensäule (1612) in ihrer ersten Version mit Kupferreif und Dorn.
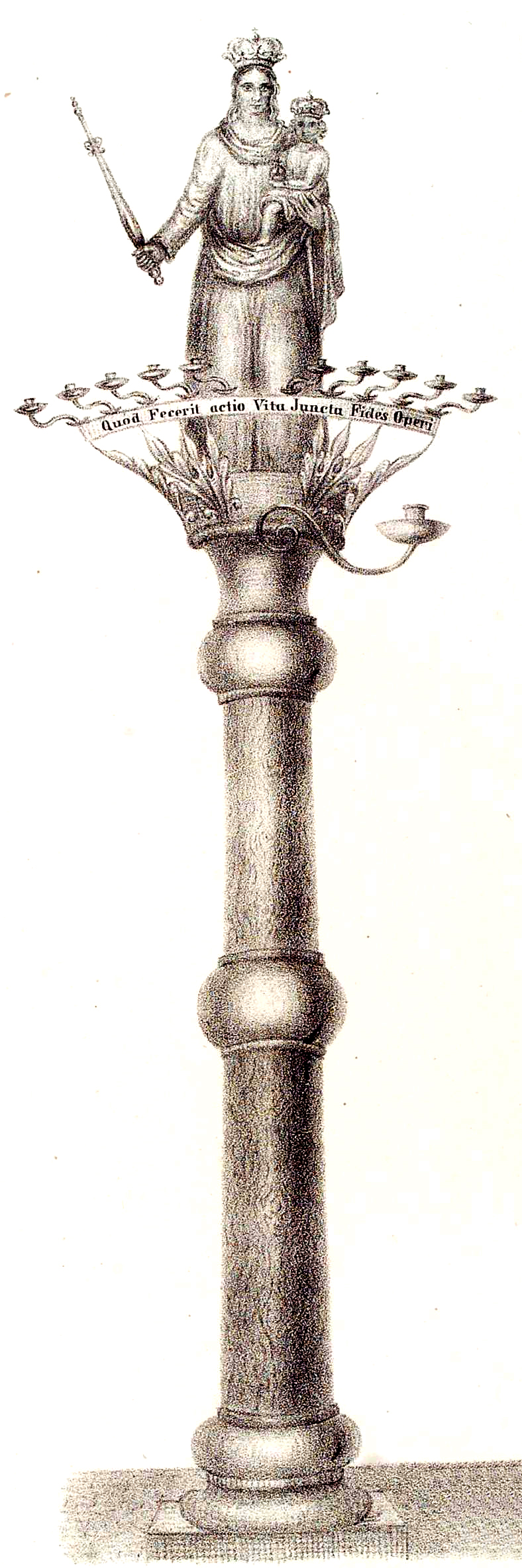
Zeichnung der Irmensäule in ihrer dritten Version aus dem Jahr 1741 mit silberner Madonna.

Die Kupferblechzier trägt eine Inschrift, die das Anzünden der Kerze auf dem Leuchter im Anschluss an Mt 5,15–16  geistlich deutet:
NE DAMNENT TENEBRE QVOD FECIT ACTIO VITE.

JVNCTA FIDES OPERI, SIT LVX SVPER ADDITA LVCI.

SIC FRVCTVS VESTRI VESTRO SINT GLORIA PATRI.
„Damit die Dunkelheiten nicht zuschanden machen, was die Handlung des Lebens vollzog,

sei der mit dem Werk verbundene Glaube das dem Licht hinzugefügte Licht.

So mögen eure Früchte eurem Vater zur Verherrlichung dienen.“

## Geschichte und Legende
Laut einer seit dem 16. Jahrhundert dokumentierten Überlieferung von Johannes Letzner sollen sich im Hildesheimer Dom Überreste der Irminsul befinden. Dieses Heiligtum der Sachsen soll in Westfalen gestanden haben und wurde 772 auf Veranlassung Karls des Großen von den Franken zerstört. Die Überreste sollen rund 50 Jahre später wiedergefunden und nach Hildesheim in den Dom gebracht worden sein. Der Historiker Walther Matthes schreibt zu dieser Überlieferung: „Es heißt dort, daß bei der Anlage des Klosters Corvey (ab 822), die in der Zeit Ludwigs des Frommen erfolgte, im Erdboden eine alte Steinsäule gefunden worden und daß es die von Karl dem Großen eroberte Irminsul gewesen sei, die man nach der Zerstörung an diese Stelle gebracht und dort vergraben habe. Weiterhin wird geschildert wie man die freigelegte Heidensäule von diesem Fundort unter dramatischen Umständen nach Hildesheim schaffte, um sie dort im Dom als Kerzenträger aufzustellen“.
Aufgrund der Verwendung von Kalksinter sowie aufgrund der Inschrift haben Wissenschaftler die Entstehung der Irmensäule sehr grob zwischen dem 11. und 12. Jahrhundert datiert.
Gegen 1600 soll die Irmensäule durch den Hildesheimer Kanoniker Asche von Heimburg restauriert worden sein, wobei die Inschrift der Kupferblechzier wiederentdeckt und erneuert wurde. Darauf weist der Dichter und Gelehrte Heinrich Meibom in seiner Schrift Irminsula Saxonia von 1612 hin. In dieser bildet er auf dem Abschlussblatt auch eine Zeichnung der Irmensäule ab, die an einen Kerzenleuchter erinnert.
Während der Sanierung des Hildesheimer Doms von 2010 bis 2014 wurde die Irmensäule abgebaut und ab Juni 2010 im Rheinischen Landesmuseum Bonn gezeigt. Im Zuge der Domsanierung wurde die Irmensäule erneut umgestaltet: Die silberne Marienfigur wurde abmontiert und durch ein Kristallkreuz ersetzt. Im Februar 2014 wurde sie wieder im Dom aufgestellt, jedoch an einem neuen Standort. Die Säule mit Kreuz steht heute in der Mitte des Hochchors.

### Standort im Hildesheimer Dom

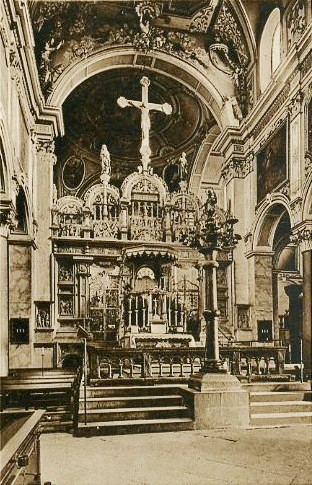
Irmensäule an ihrem ursprünglichen Platz in der Mitte des Doms (ca. 1910).

Die Säule wurde innerhalb des Doms mehrfach versetzt. Ursprünglich stand sie in der Mitte des Doms vor dem Kreuzaltar vor den Stufen der Vierung. Dann wurde sie in den ehemaligen Godehardichor versetzt. Seit 2014 steht sie in der Mitte des Hochchors vor der Apsis.